# Maya Moore
Maya April Moore (ur. 11 czerwca 1989 w Jefferson City) – amerykańska koszykarka, reprezentantka kraju, grająca na pozycji niski skrzydłowej, Minnesoty Lynx, w WNBA.
W 2011 zaczęła karierę zawodową w WNBA, w drużynie Minnesota Lynx. 
W sezonie 2011/12 występowała również w Hiszpanii, w drużynie Ros Casares Walencja. Z drużyną z Walencji w 2012 zdobyła mistrzostwo Euroligi.
W 2011, jako debiutantka, wystąpiła w WNBA All-Star Game.
W 2013 roku wystąpiła w trzecim odcinku mini produkcji „Pepsi Max – Uncle Drew: Chapter 3”, u boku Kyrie'go Irvinga i Nate'a Robinsona.
22 lipca 2014, w wygranym po dwóch dogrywkach meczu z Atlanta Dream, Moore ustanowiła swój rekord zdobywając 48 punktów.
21 sierpnia 2014 została wybrana najlepszą zawodniczką sezonu 2014.
31 grudnia 2017 została zawodniczką UMMC Jekaterynburg.

## Osiągnięcia
Stan na 21 września 2018, na podstawie, o ile nie zaznaczono inaczej.

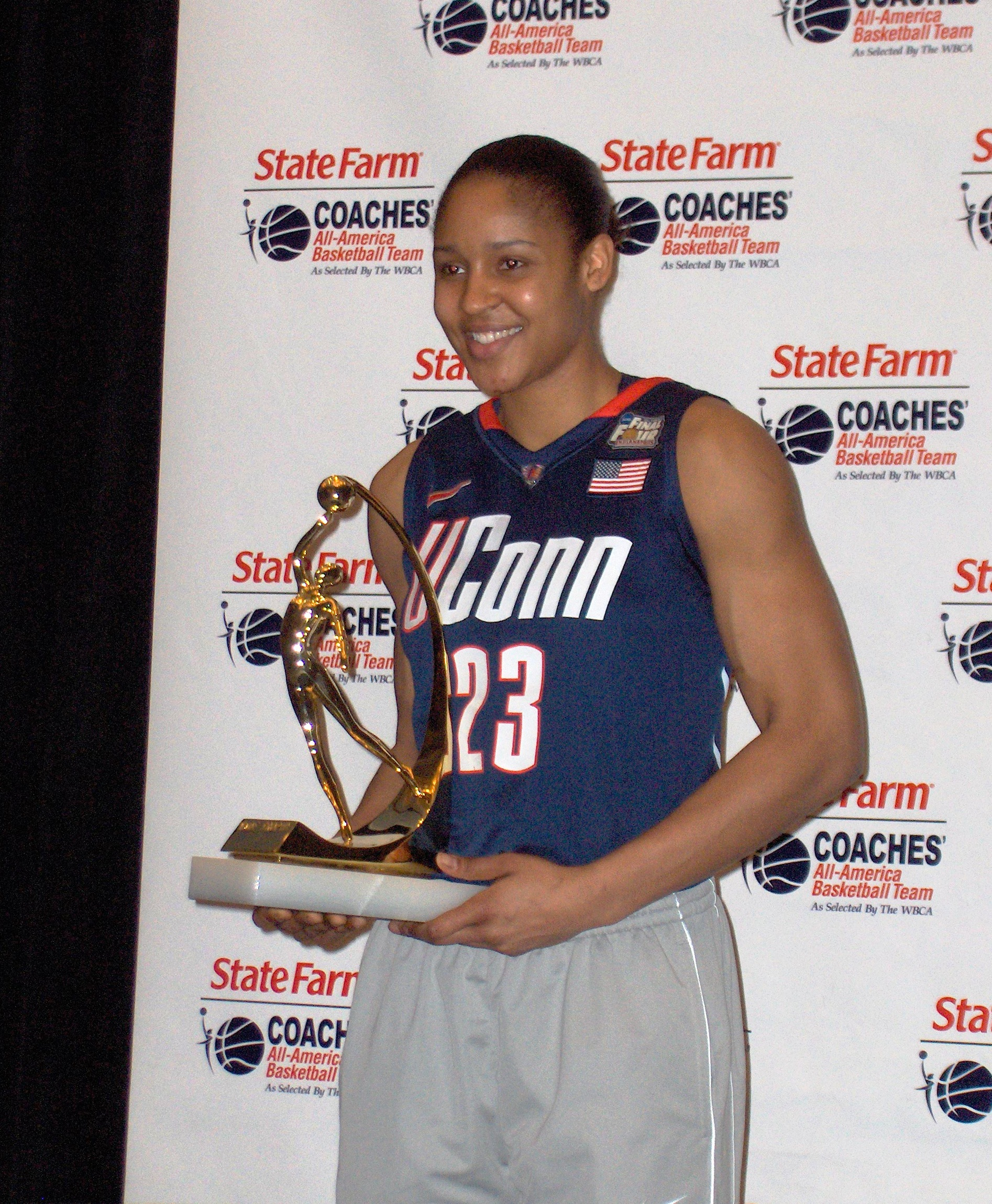
Maya Moore odbierająca nagrodę Wade trophy dla najlepszej zawodniczki NCAA Division I.

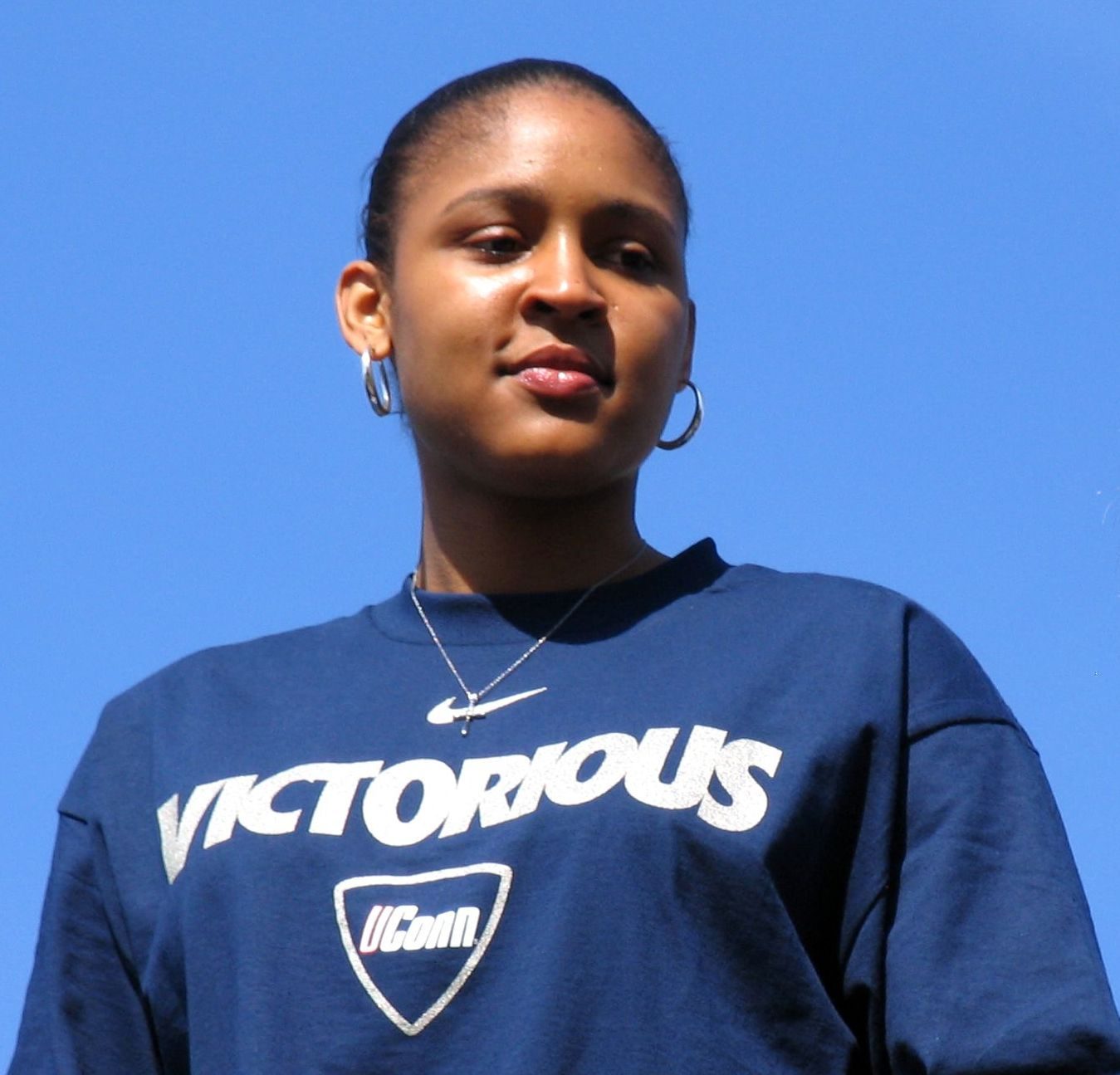
Maya Moore podczas parady, po zdobyciu mistrzostwa NCAA w 2009 roku.

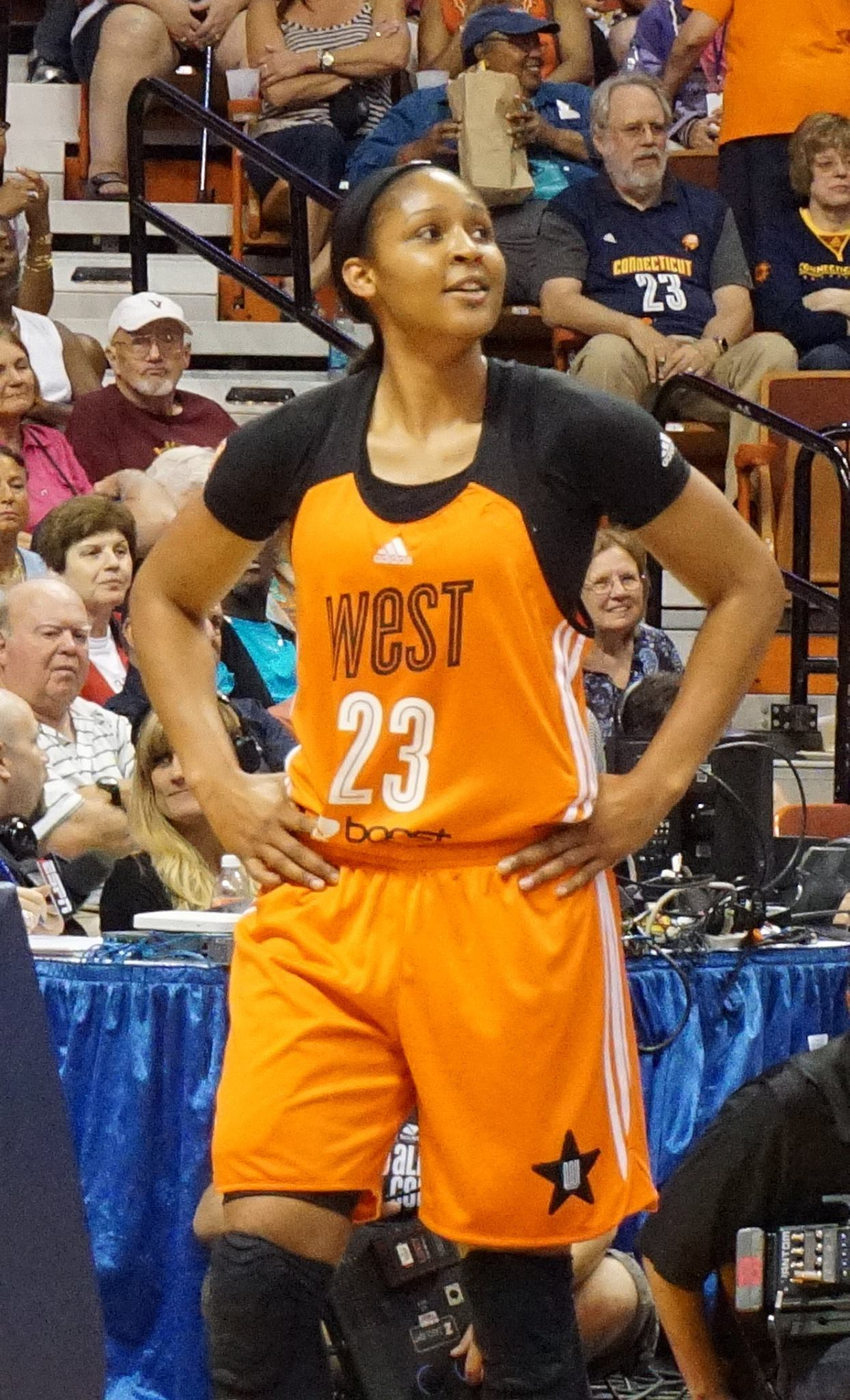
Maya Moore podczas meczu gwiazd WNBA 2015, gdzie zdobyła nagrodę MVP.

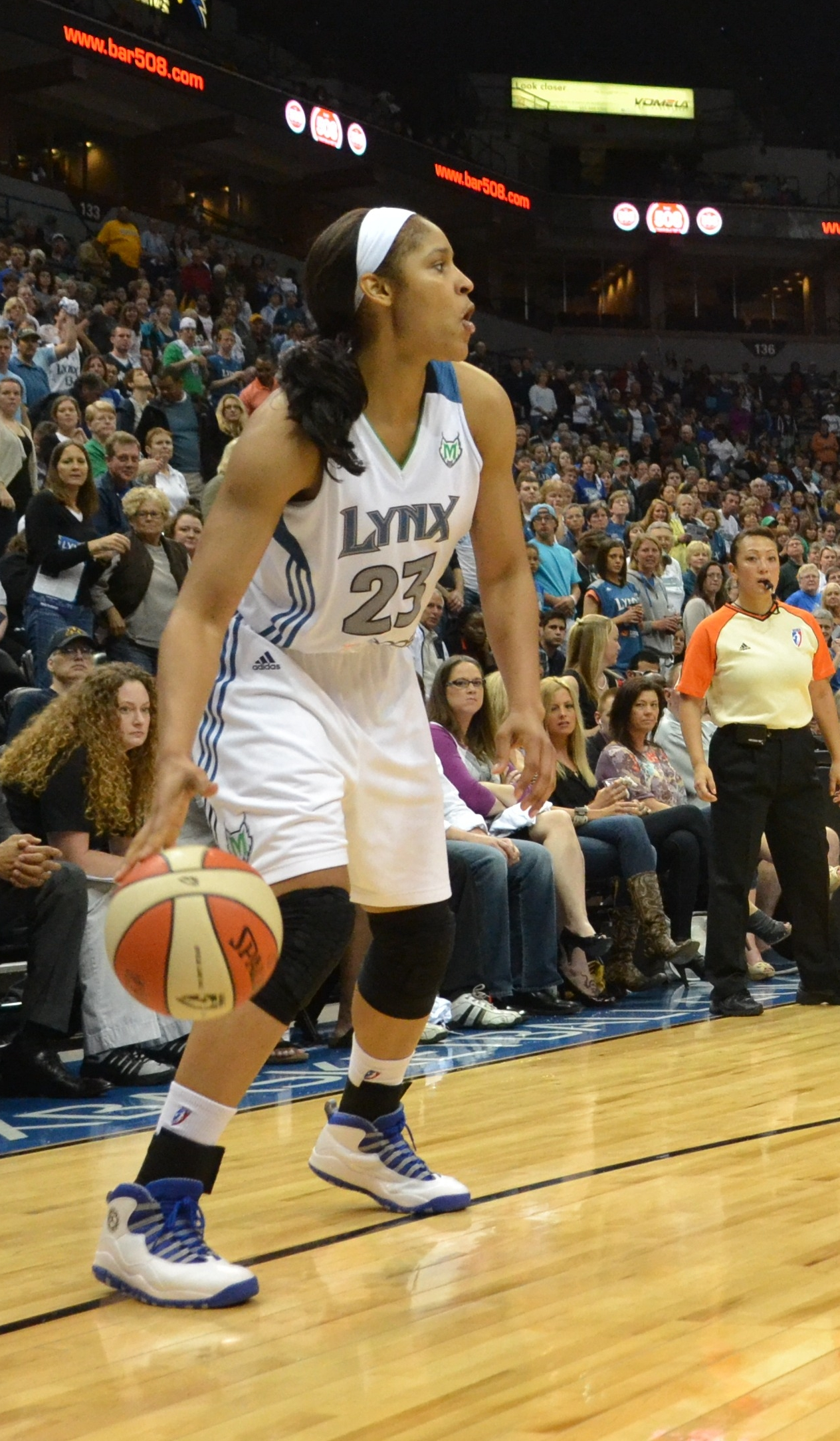
Moore w barwach Lynx w 2012 roku.

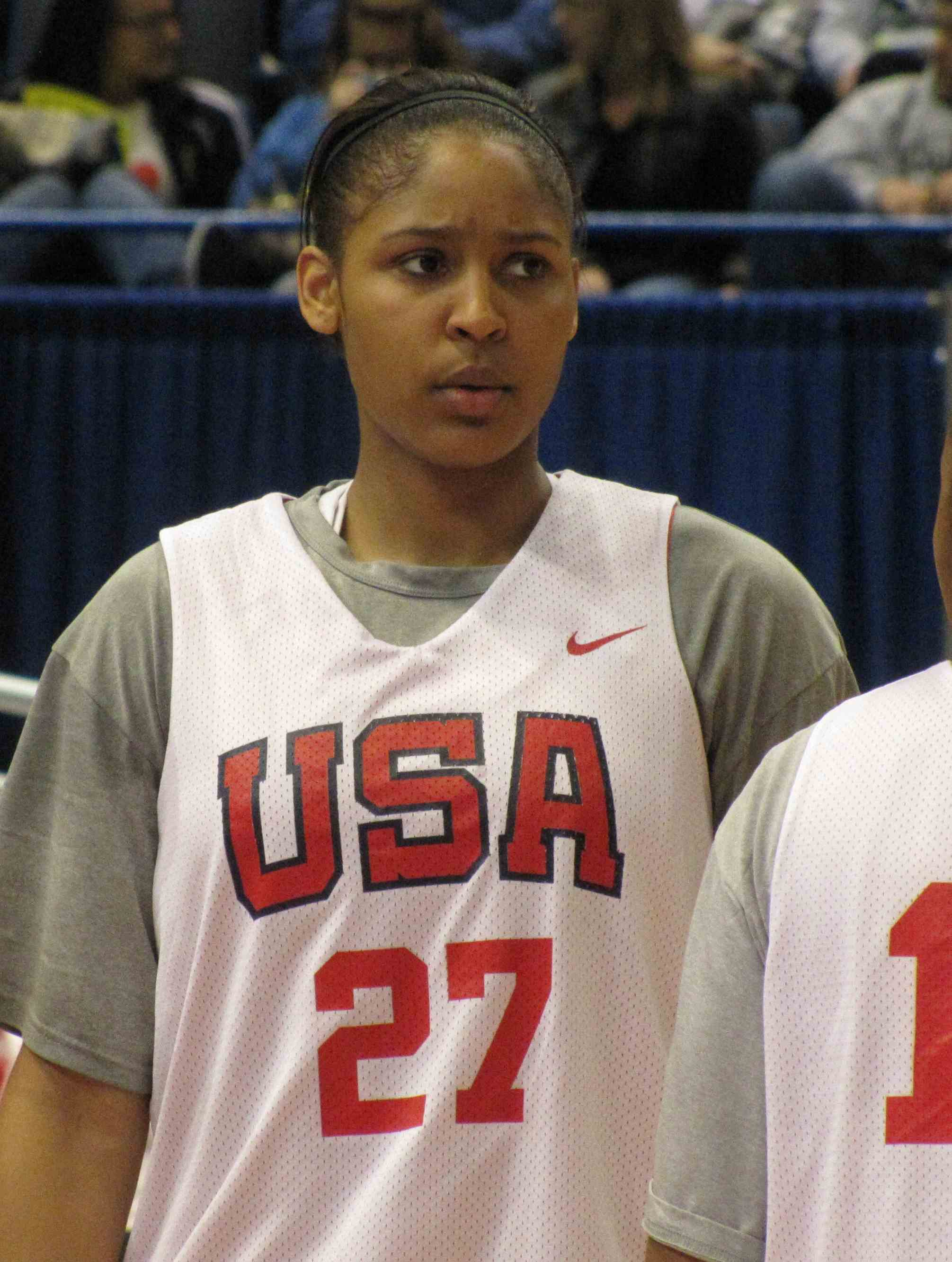
Moore w barwach drużyny USA Select team w konfrontacji z I kadrą USA.

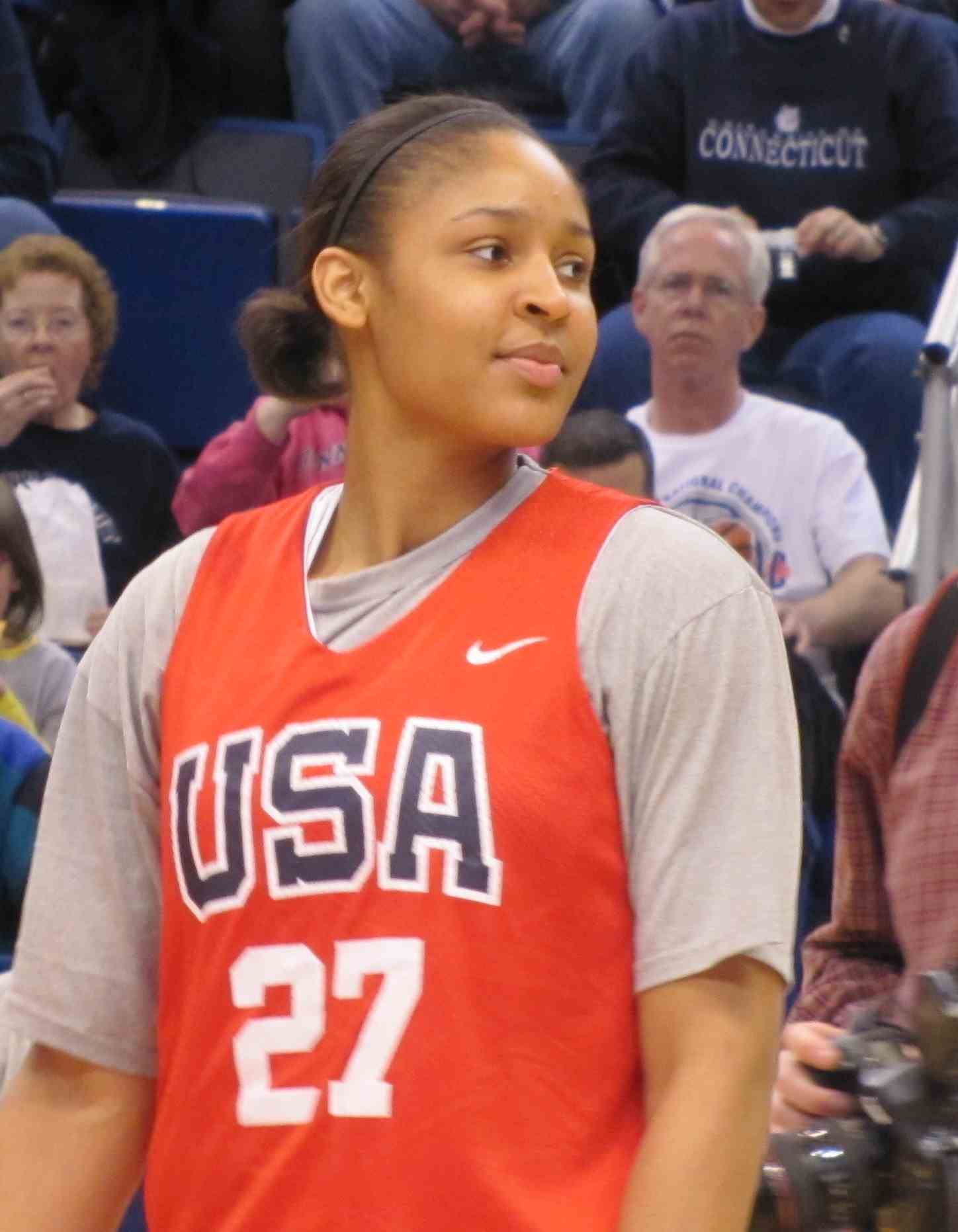
Moore w barwach kadry USA przeciw USA select team.

### NCAA
- Mistrzyni:
  - NCAA (2009, 2010)
  - turnieju konferencji Big East (2008, 2009, 2010, 2011)
  - sezonu regularnego Big East (2008, 2009, 2010, 2011)
- Uczestniczka NCAA Final Four (2008–2011)
- Zawodniczka Roku:
  - NCAA:
    - według:
      - United States Basketball Writers Association (Amerykańskiego Stowarzyszenia Dziennikarzy Koszykarskich – 2009, 2011)
      - Associated Press (2009, 2011)
      - ESPN.com (2009)

    - im. Naismitha (2009, 2011)[9]
    - im. Woodena (2009, 2011)[10]
    - Wade Trophy (2009–2011)

  - Konferencji Big East (2008, 2009, 2011)
  - Academic All-America (2010, 2011)
  - All-sports Academic All-America (2011)
  - Honda Sports Award (2010, 2011)
  - Elite 88 Award (2011)
  - Honda-Broderick Cup (2010, 2011)
  - ESPY for Best Female College Athlete (2009, 2010, 2011)
  - Best Female Amateur Athlete by Connecticut Magazine (2010)
  - ESPN The Magazine Academic All- American (2010)
- Najlepsza:
  - pierwszoroczna zawodniczka NCAA według USBWA (2008 – National Freshman of the Year)
  - pierwszoroczna zawodniczka roku konferencji Big East (2008)
  - zawodniczka ostatniego roku NCAA (2011 – Senior CLASS Award NCAA)
- Most Oustanding Player (MOP=MVP) turnieju:
  - NCAA (2010)
  - konferencji Big East (2009, 2011)
  - Philadelphia Regional (2011)
  - Dayton Regional (2010)
  - Trenton Regional (2009)
  - Greensboro Regional (2008)
- Sportsmenka Roku Konferencji Big East (2010, 2011)
- Zaliczona do:
  - I składu:
    - najlepszych pierwszorocznych zawodniczek konferencji Big East (2008 – Big East All-Freshman Team)
    - konferencji Big East (2008–2011)
    - turnieju Big East (2009–2011)
    - All-America przez:
      - Assiciated Press (2008–2011)
      - CoSIDA Academic (2009–2011)
      - WBCA Coaches (2008–2011)
      - USBWA (2008–2011)
      - ESPN.com (2009)
      - komitet Woodena (2008)

    - NCAA Final Four (2009)

### WNBA
- Mistrzyni WNBA (2011, 2013, 2015, 2017)
- MVP:
  - WNBA (2014)
  - finałów WNBA (2013)[11]
  - meczu gwiazd (2015, 2017, 2018)[12]
- Debiutantka Roku WNBA (2011)[13]
- Laureatka WNBA Peak Performers Award (2014 w kategorii punktów)
- Uczestniczka meczu gwiazd WNBA (2011, 2013–2015, 2017, 2018)
- Zaliczona do:
  - I składu:
    - WNBA (2013–2017)
    - debiutantek WNBA (2011)

  - II składu:
    - WNBA (2012, 2018)
    - defensywnego WNBA (2014, 2018)

  - składu:
    - WNBA Top 20@20 (2016)
    - Women's National Basketball Association's Top 20 Team
    - WNBA 25th Anniversary Team (2021)[14]
- Liderka:
  - strzelczyń WNBA (2014)[15]
  - WNBA w przechwytach (2018)

### Drużynowe
- Mistrzyni:
  - Euroligi (2012, 2018)
  - Hiszpanii (2012)
  - WCBA (2013–2015)

### Indywidualne
- MVP ligi chińskiej WBCA (2013–2015)
- Najlepsza zagraniczna zawodniczka WBCA (2013–2015)
- Defensywna Zawodniczka Roku WCBA (2013)
- Zaliczona do:
  - I składu:
    - WCBA (2013–2015)
    - zawodniczek zagranicznych WCBA (2013–2015)
- Laureatka nagrody ESPY dla najlepszej zawodniczki WNBA (2014)
- Uczestniczka:
  - konkursu NBA Shooting Stars (2013)
  - meczu gwiazd WCBA (2013 – nie wystąpiła, 2014, 2015)
- Liderka:
  - strzelczyń WCBA (2013, 2014 – 39,3, 2015, 2016)
  - WBCA w przechwytach (2013–2016)

### Reprezentacja
Drużynowe
- Mistrzyni:
  - świata (2010, 2014)
  - olimpijska (2012, 2016)
  - Uniwersjady (2009)
  - świata U–19 (2007)
  - Ameryki U–18 (2006)
- Uczestniczka spotkania The Stars at the Sun między kadrą USA, a gwiazdami WNBA (2010)

Indywidualne
- MVP mistrzostw świata (2014)
- Koszykarka Roku USA Basketball (2014)
- Zaliczona do I składu mistrzostw świata (2014)